# ナウエル・モリーナ
ナウエル・モリーナ・ルセーロ（Nahuel Molina Lucero , 1998年4月6日 - ）は、アルゼンチン・コルドバ州エンバルセ出身のサッカー選手。ラ・リーガ・アトレティコ・マドリード所属。アルゼンチン代表。ポジションはDF。

## クラブ経歴
2016年にボカ・ジュニアーズのトップチームに昇格。2月18日のCAサン・マルティン・デ・サン・フアン戦でプロデビュー。2016年シーズンはリーグ戦8試合に出場。しかし、以降は出場機会を得られず、2017-18シーズン途中にデフェンサ・イ・フスティシアへローン移籍。更に2018-19シーズン途中にはCAロサリオ・セントラルに移籍した。
2020年9月15日、ウディネーゼ・カルチョと5年契約を締結した。
2022年7月28日、アトレティコ・マドリードへの完全移籍が発表された。加入後2試合目となったリーグ第2節のビジャレアルCF戦では、イエローカード2枚で退場するなど幸先の悪い駆け出しとなったが、徐々にチームへと適応していき、右のウイングバックとしてレギュラーに定着。4月9日のラージョ・バジェカーノ戦では移籍後初得点を挙げて2-1での勝利に貢献した。シーズンが経過するにつれて調子を上げるとももに攻撃的なプレーを軸にシーズンを戦ったことで、この2022-23シーズンは4得点を記録した。

## 代表経歴
2017年にエクアドルで開催された2017 南米ユース選手権に、U-20アルゼンチン代表に招集。4位入賞を果たした。
2021年6月3日、2022 FIFAワールドカップ・南米予選のチリ代表戦でアルゼンチン代表デビューを果たすと、自身初のメジャー大会となるコパ・アメリカ2021では、ブラジル代表との決勝を除く5試合に出場し、アルゼンチン代表の大会優勝に貢献した。
アルゼンチン代表として自身2度目のタイトルを掛けて行われたイタリア代表とのフィナリッシマ2022では、先発フル出場で3-0での快勝を果たした。
2022 FIFAワールドカップ・南米予選からアルゼンチン代表の右サイドバックのレギュラーに定着し、カタールで開催された2022 FIFAワールドカップでもグループステージから決勝までの全ての試合に出場し、準々決勝のオランダ代表戦では、リオネル・メッシのアシストから代表初ゴールとなる得点を挙げ、チームのベスト4進出に貢献。フランス代表と対戦した決勝戦では、延長戦に入ってからゴンサロ・モンティエルと途中交代したものの、ベンチからチームの優勝を見届けた。

## プライベート
モリーナは幼少期からサッカーが好きで、特にリオネル・メッシを強く尊敬していた。彼は少年時代に「メッシが好きすぎて、自分もプレーで彼のようになりたかった」と語っており、初めて代表に招集された際、テレビ越しに見ていたメッシと同じピッチに立てたことを「夢が現実になった瞬間だった」と振り返っている。
プロとして成功した後も、家族との関係を大切にしているという一面もある。モリーナは、「子供のころ、父親もずっとサッカーが好きで、いつも家族で一緒にプレーを見ていた」とメディアに語っており、父親との思い出がモチベーションになっていると明かしている。

## 個人成績

### クラブ
2023-24シーズン終了時点
| クラブ                              | シーズン     | リーグ戦                  | リーグ戦 | リーグ戦 | 国内カップ | 国内カップ | 国際大会 | 国際大会 | その他 | その他 | 合計 | 合計 |
| クラブ                              | シーズン     | ディヴィジョン            | 出場     | 得点     | 出場       | 得点       | 出場     | 得点     | 出場   | 得点   | 出場 | 得点 |
| ----------------------------------- | ------------ | ------------------------- | -------- | -------- | ---------- | ---------- | -------- | -------- | ------ | ------ | ---- | ---- |
| ボカ・ジュニアーズ                  | 2016-17      | プリメーラ (アルゼンチン) | 8        | 0        | -          | -          | 1        | 0        | -      | -      | 9    | 0    |
| デフェンサ・イ・フスティシア (loan) | 2017-18      | プリメーラ (アルゼンチン) | 6        | 0        | 1          | 0          | 6        | 0        | -      | -      | 13   | 0    |
| デフェンサ・イ・フスティシア (loan) | 2018-19      | プリメーラ (アルゼンチン) | 3        | 0        | -          | -          | -        | -        | -      | -      | 3    | 0    |
| デフェンサ・イ・フスティシア (loan) | クラブ通算   | クラブ通算                | 17       | 1        | 2          | 0          | 7        | 0        | -      | -      | 26   | 1    |
| ロサリオ・セントラル (loan)         | 2018-19      | プリメーラ (アルゼンチン) | 6        | 0        | 1          | 0          | 6        | 0        | -      | -      | 13   | 0    |
| ロサリオ・セントラル (loan)         | 2019-20      | プリメーラ (アルゼンチン) | 16       | 1        | 2          | 0          | -        | -        | -      | -      | 18   | 1    |
| ロサリオ・セントラル (loan)         | クラブ通算   | クラブ通算                | 22       | 1        | 3          | 0          | 6        | 0        | -      | -      | 31   | 1    |
| ウディネーゼ                        | 2020-21      | セリエA                   | 29       | 2        | 2          | 0          | -        | -        | -      | -      | 31   | 2    |
| ウディネーゼ                        | 2021-22      | セリエA                   | 35       | 7        | 2          | 1          | -        | -        | -      | -      | 37   | 8    |
| ウディネーゼ                        | クラブ通算   | クラブ通算                | 64       | 9        | 4          | 1          | 0        | 0        | -      | -      | 68   | 10   |
| アトレティコ・マドリード            | 2022-23      | ラ・リーガ                | 33       | 4        | 4          | 0          | 6        | 0        | -      | -      | 43   | 4    |
| アトレティコ・マドリード            | 2023-24      | ラ・リーガ                | 30       | 2        | 5          | 0          | 10       | 0        | 1      | 0      | 46   | 2    |
| アトレティコ・マドリード            | クラブ通算   | クラブ通算                | 63       | 6        | 9          | 0          | 16       | 0        | 1      | 0      | 89   | 6    |
| キャリア通算                        | キャリア通算 | キャリア通算              | 174      | 17       | 18         | 1          | 30       | 0        | 1      | 0      | 223  | 18   |

### 代表
出場大会
- U-20アルゼンチン代表

2017年 - 2017 南米ユース選手権 (4位)
- アルゼンチン代表

2021年 - コパ・アメリカ2021 (優勝)
2022年 - 2022 FIFAワールドカップ (優勝)
試合数
- 国際Aマッチ 37試合1得点（2021年 - ）[14]

| アルゼンチン代表 | 国際Aマッチ | 国際Aマッチ |
| 年               | 出場        | 得点        |
| ---------------- | ----------- | ----------- |
| 2021             | 13          | 0           |
| 2022             | 14          | 1           |
| 2023             | 8           | 0           |
| 2024             | 2           | 0           |
| 通算             | 37          | 1           |

得点数
| # | 開催日        | 開催地                                       | 対戦国   | スコア | 結果         | 大会                    |
| - | ------------- | -------------------------------------------- | -------- | ------ | ------------ | ----------------------- |
| 1 | 2022年12月9日 | ルサイル、ルサイル・アイコニック・スタジアム | オランダ | 1-0    | 2-2 (4-3 p.) | 2022 FIFAワールドカップ |

## タイトル

### 代表
- コパ・アメリカ：2回 (2021, 2024)
- フィナリッシマ : 1回 (2022)
- FIFAワールドカップ : 1回 (2022)